# Bruhat-Graph
In der Mathematik ist die Bruhat-Ordnung eine Halbordnung auf einer Coxeter-Gruppe und der Bruhat-Graph ein zur Bruhat-Ordnung assoziierter gerichteter Graph. (Die Bruhat-Ordnung ist der transitive Abschluss der Kantenrelation.)

## Definition
Sei {\displaystyle (W,S)} ein Coxeter-System, d. h. eine Coxeter-Gruppe {\displaystyle W=\langle r_{1},\ldots ,r_{n}\mid (r_{i}r_{j})^{m_{ij}}=1\rangle } mit Erzeugern {\displaystyle S=\left\{r_{1},\ldots ,r_{n}\right\}}. Für {\displaystyle w\in W} ist ein reduziertes Wort ein Ausdruck minimaler Länge in Erzeugern aus {\displaystyle S} und {\displaystyle l(w)} die Länge eines reduzierten Wortes.
Die Bruhat-Ordnung ist die auf {\displaystyle W} durch
{\displaystyle w_{1}\leq w_{2}\Longleftrightarrow {\mbox{ ein Teilstring eines reduzierten Wortes für }}w_{2}{\mbox{ ist ein reduziertes Wort für }}w_{1}}
definierte Halbordnung.
Der Bruhat-Graph ist der Graph mit Knotenmenge {\displaystyle W}, in dem es genau dann eine gerichtete Kante von {\displaystyle w_{1}} und {\displaystyle w_{2}} gibt, wenn {\displaystyle w_{1}w_{2}^{-1}} eine "Spiegelung", d. h. von der Form {\displaystyle w_{1}w_{2}^{-1}=wsw^{-1}} mit {\displaystyle w\in W,s\in S}, und {\displaystyle l(w_{1})<l(w_{2})} ist.

## Beispiele
Für die symmetrischen Gruppen {\displaystyle S_{n}} (mit den Transpositionen adjazenter Elemente als Erzeugendensystem) erhält man für {\displaystyle n=2} den vollständigen Graphen {\displaystyle K_{2}}, für {\displaystyle n=3} den Kreisgraphen {\displaystyle C_{6}} und für {\displaystyle n=4} den abgeschnittenen Oktaedergraphen.